# Chavagne
Chavagne (en bretó Kavan, en gal·ló Chavayn) és un municipi francès, situat a la regió de Bretanya, al departament d'Ille i Vilaine. L'any 2006 tenia 3.689 habitants.

## Demografia
| 1962                                       | 1968 | 1975  | 1982  | 1990  | 1999  |
| ------------------------------------------ | ---- | ----- | ----- | ----- | ----- |
| 639                                        | 874  | 1.667 | 2.244 | 2.844 | 3.091 |
| Des de 1962: població sense dobles comptes |      |       |       |       |       |

## Administració
| Període   | Identitat    | Partit        |
| --------- | ------------ | ------------- |
| 1983-1995 | Armand Bagot | Divers droite |
| 1995-2008 | Loïc Blin    | UMP           |
| 2008-     | André Crocq  | Divers gauche |